# Svenja Leiber
Svenja Leiber (Hamburg, 1975) és una novel·lista alemanya que resideix a Berlín.

## Biografia
De jove, Svenja Leiber va viure al nord d'Alemanya. Va estudiar literatura, història i història de l'art a Berlín. Ha viscut a l'Aràbia Saudita. El 2005 va publicar el recull de relats Büchsenlicht ['Llum de llauna'], i al 2010 la novel·la Schipino. El 2007 va guanyar el Premi Werner Bergengruen. La seua obra, molt elogiada al seu país, tracta sobre el fracàs i l'alienació de l'ésser humà.
Actualment resideix a Berlín amb el seu marit i els seus dos fills. El 2014 l'Editorial Suhrkamp li publicà la novel·la Das Letze Land amb gran acollida crític i consagrà l'autora com una de les més rellevants de la literatura en alemany.

## Obres destacades
- Llum de llauna,[Títol inventat] relats, Ammann Verlag, Zuric, 2005.
- Schipino, novel·la, Schöffling & Co., Frankfurt am Main, 2010.
- Els tres violins de Ruven Preuk,[Títol inventat] Malpaso, 2014.

## Reconeixement
- 2003 Premi de Literatura Prenzlauer Berg
- 2006 Premi Bremen de Literatura
- 2006 Beca Frontera de la Fundació Robert Bosch
- 2007 Beca del Senat de Berlín
- 2007 Premi Kranichsteiner de Literatura
- 2009 Premi Werner Bergengruen
- 2011/2012 EHF Fellowship de la Konrad-Adenauer-Stiftung